# Editora UFG
A Editora UFG é uma editora brasileira, sediada na cidade de Goiânia, como órgão suplementar da Universidade Federal de Goiás.

## História
Criada em agosto de 1977, a editora UFG foi criada dentro do contexto da universidade para lançar obras de valor científico e cultural que expressassem o trabalho de ensino, pesquisa e extensão da instituição. Também reedita obras esgotadas. A maioria dos livros publicados pela editora são de professores da UFG.
Ao longo da história, manteve uma livraria no Pátio das Humanidades e outra na Faculdade de Educação. Além disso, a universidade lança suas próprias obras em lojas físicas e virtuais. A rede de livrarias da universidade é mantida pela Fundação de Apoio à Pesquisa (Funape).